# Puelén (La Pampa)
Puelén is een plaats in het Argentijnse bestuurlijke gebied Puelén in de provincie La Pampa. De plaats telt 836 inwoners.